# Tituly a vyznamenání Fernanda Henriquea Cardosa

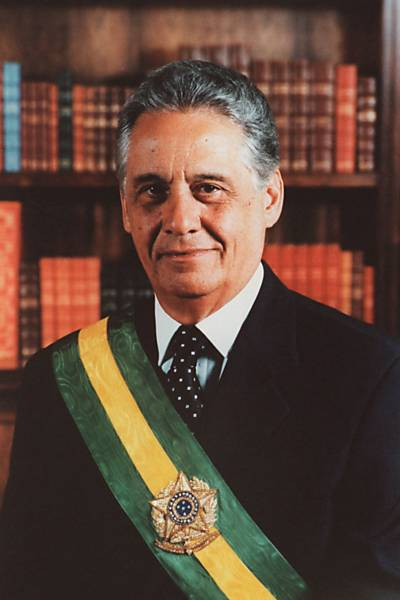
F. H. Cardoso v roce 1999

Fernando Henrique Cardoso, brazilský sociolog, politik a v letech 1995–2003 prezident Brazílie, obdržel během svého života řadu brazilských i zahraničních vyznamenání. Během výkonu prezidentské funkce byl také velmistrem brazilských řádů.

## Vyznamenání

### Brazilská vyznamenání
- velkodůstojník Řádu Rio Branco – 1987

### Zahraniční vyznamenání
- Argentina
  -  velkokříž s řetězem Řádu osvoboditele generála San Martína – 1996
- Bolívie
  -  velkokříž s řetězem Řádu andského kondora – 2000
- Dánsko
  -  rytíř Řádu slona – 3. května 1999[1]
- Ekvádor
  -  velkokříž s řetězem Národního řádu za zásluhy
  -  velkokříž Národního řádu za zásluhy
- Finsko
  -  velkokříž Řádu bílé růže – 1997
- Francie
  -  rytíř Řádu čestné legie – 1985
  -  velkokříž Řádu čestné legie – 1997
  -  důstojník Řádu akademických palem
- Chile
  -  velkokříž s řetězem Řádu za zásluhy – 1995
- Itálie
  -  velkokříž s řetězem Řádu zásluh o Italskou republiku – 24. června 1995[2]
- Japonsko
  -  Řád chrysantémy – 1996
- Jižní Afrika
  -  velkokříž Řádu dobré naděje – 1996[3]
- Jižní Korea
  -  Velký řád Mugunghwa – 1996
- Kolumbie
  -  velkokříž Řádu Boyacá – 1993
- Kostarika
  -  velkokříž ve zlatě Národního řádu Juana Mory Fernándeze – 2000
- Maďarsko
  -  velkokříž Záslužného řádu Maďarské republiky – 1997
- Malajsie
  -  čestný člen Řádu říšské koruny – 1995[4]
- Mexiko
  -  řádový řetěz Řádu aztéckého orla – 1996
- Německo
  -  velkokříž speciální třídy Záslužného řádu Spolkové republiky Německo – 1995
- Panama
  -  velkokříž s řetězem Řádu Manuela Amadora Guerrera – 8. srpna 2001
- Paraguay
  -  velkokříž Národního řádu za zásluhy – 1996
- Peru
  -  rytíř Řádu za zásluhy
  -  velkokříž Řádu peruánského slunce – 1996
- Polsko
  -  velkokříž Řádu za zásluhy Polské republiky – 16. února 1995 – udělil prezident Lech Wałęsa za mimořádný přínos pro rozvoj spolupráce mezi Polskem a Brazílií[5]
  -  rytíř Řádu bílé orlice – 21. února 2002 – udělil prezident Aleksander Kwaśniewski jako uznání vynikajících služeb v rozvoji spolupráce mezi Polskem a Brazílií [6]
- Portugalsko
  -  velkokříž Řádu za zásluhy – 26. listopadu 1987[7]
  -  velkokříž s řetězem Řádu svobody – 4. října 1995[7]
  -  velkokříž s řetězem Řádu svatého Jakuba od meče – 18. srpna 1997[7]
  -  velkokříž s řetězem Řádu prince Jindřicha – 14. března 2000[7]
  -  velkokříž Řádu věže a meče – 6. listopadu 2002[7]
- Rumunsko
  -  velkokříž s řetězem Řádu rumunské hvězdy – 2000[8]
- Saúdská Arábie
  -  řetěz Řádu krále Abd al-Azíze – 2000
- Slovensko
  -  Řád bílého dvojkříže I. třídy – 29. června 2001 – udělil prezident Rudolf Schuster[9][10]
- Spojené království
  -  čestný rytíř velkokříž Řádu lázně – 1997[11]
- Surinam
  -  velkostuha Čestného řádu žluté hvězdy
- Španělsko
  -  velkokříž s řetězem Řádu Isabely Katolické – 17. dubna 1998 – udělil král Juan Carlos I.[12]
- Ukrajina
  -  Řád knížete Jaroslava Moudrého I. třídy – 1995
- Uruguay
  -  Medaile Uruguayské východní republiky – 1995[13]
- Venezuela
  -  velkokříž s řetězem Řádu osvoboditele – 1995
  -  velkokříž Řádu Francisca de Mirandy – 2000

## Akademické tituly
- doctor honoris causa práv na Rutgers University – 1978
- doctor honoris causa práv na Hebrejské univerzitě v Jeruzalémě – 2001
- doctor honoris causa sociologie na ISCTE – 2012
- doctor honoris causa práv na Harvardově univerzitě – 2016